# Jeannine (prénom)
 (août 2023).
La mise en forme du texte ne suit pas les recommandations de Wikipédia : il faut le « wikifier ».
Les points d'amélioration suivants sont les cas les plus fréquents. Le détail des points à revoir est peut-être précisé sur la page de discussion.
- Les titres sont pré-formatés par le logiciel. Ils ne sont ni en capitales, ni en gras.
- Le texte ne doit pas être écrit en capitales (les noms de famille non plus), ni en gras, ni en italique, ni en « petit »…
- Le gras n'est utilisé que pour surligner le titre de l'article dans l'introduction, une seule fois.
- L'italique est rarement utilisé : mots en langue étrangère, titres d'œuvres, noms de bateaux, etc.
- Les citations ne sont pas en italique mais en corps de texte normal. Elles sont entourées par des guillemets français : « et ».
- Les listes à puces sont à éviter, des paragraphes rédigés étant largement préférés. Les tableaux sont à réserver à la présentation de données structurées (résultats, etc.).
- Les appels de note de bas de page (petits chiffres en exposant, introduits par l'outil «  Source ») sont à placer entre la fin de phrase et le point final[comme ça].
- Les liens internes (vers d'autres articles de Wikipédia) sont à choisir avec parcimonie. Créez des liens vers des articles approfondissant le sujet. Les termes génériques sans rapport avec le sujet sont à éviter, ainsi que les répétitions de liens vers un même terme.
- Les liens externes sont à placer uniquement dans une section « Liens externes », à la fin de l'article. Ces liens sont à choisir avec parcimonie suivant les règles définies. Si un lien sert de source à l'article, son insertion dans le texte est à faire par les notes de bas de page.
- La présentation des références doit suivre les conventions bibliographiques. Il est recommandé d'utiliser les modèles {{Ouvrage}}, {{Chapitre}}, {{Article}}, {{Lien web}} et/ou {{Bibliographie}}. Le mode d'édition visuel peut mettre en forme automatiquement les références.
- Insérer une infobox (cadre d'informations à droite) n'est pas obligatoire pour parachever la mise en page.

Pour une aide détaillée, merci de consulter Aide:Wikification.
Si vous pensez que ces points ont été résolus, vous pouvez retirer ce bandeau et améliorer la mise en forme d'un autre article.
Jeannine, (ou avec un seul n : Jeanine ou bien encore Janine) est un prénom hébreu et français d'origine issu du diminutif de Jeanne qui est lui-même issu du prénom Jean prénom hébreu  « Yeo » ou « Jeo »  (prononcé de façon identique), contraction de YHWH (combiné avec l'élément hanan (« grâce »), d'où le sens global de « YHWH fait grâce » ou forme originelle יוחנן, Yōḥānān

## Histoire et signification

### Des origines
Fils de Zacharie et d’Élisabeth, Jean le Baptiste s’en va au désert pour méditer seul sur la venue et l’avènement du Messie, tout en menant une vie ascétique, ne se nourrissant que de sauterelles grillées.
Le prénom Jeanne est attribué principalement à partir du Moyen Âge. Il s'agit de Jeanne d'Arc, bergère canonisée pour avoir lutté contre l'ennemi anglais en France

### XIXesiècleetXXesiècle
Le prénom Jeannine apparait durant la seconde moitié du XIXe siècle. Le 15 septembre 1855 par exemple, on peut lire dans les foyers un feuilleton du Journal pour tous dont l'héroïne se prénomme Jeannine. Douze années plus tard, Jeannine est un des personnages de la pièce de théâtre à succès d'Alexandre Dumas fils, Les idées de madame Aubray. Et le 25 juin 1869 un certain Dicastès (pseudonyme d'Auguste Galimard) ne pouvait que constater l'émergence de ce prénom dans un billet d'humeur paru dans L'Intermédiaire des chercheurs et curieux, et d'en signaler la popularité naissante 
Le prénom connait un véritable décollage dès 1920, concurrence le prénom Jeanne, le dépasse, devient le premier des prénoms féminins en 1927 et le demeure sept ans, C'est donc dans l'entre deux-guerres que le prénom Jeannine (et ses voisins Jeanine ou Janine) supplante le prénom Marie

### Quelques personnalités portant les prénoms Jeannine, Jeanine et Janine

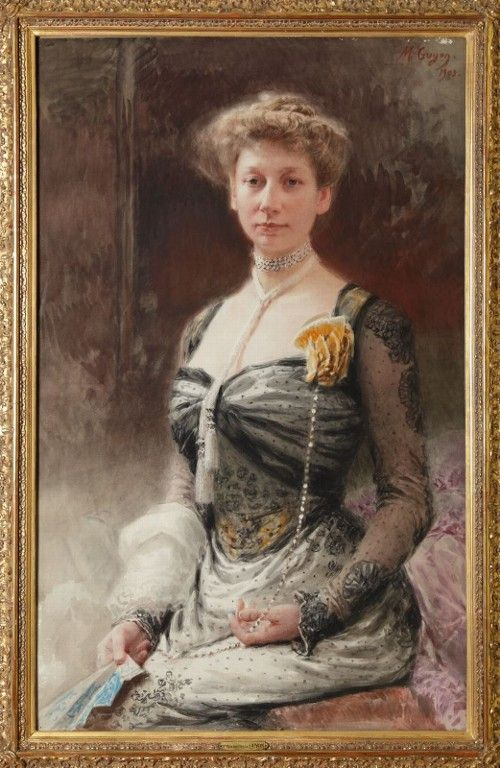
Jeannine d'Hauterive en 1903 par Maximilienne Guyon

- Australie : Jeannine Baker[9] Janine Allis (en) ; Janine Burke ; Janine Watson
- Autriche : Jeannine Rossi (de)
- Belgique : Jeannine Leduc, Jeannine Peeters
- États-Unis : Jeannine Hall Gailey (en) ; Jeannine Oppewall ; Jeannine Savard (en) ; Jeannine Cook // Jeanine Mason // Janine Pommy Vega
- France : Jeannine Balland-Bergot[10], Jeannine Baticle (en), Jeannine Fribourg, Jeannine d'Hauterive née Dumas[11],[12], Jeannine Geyssant[13] ; Jeannine Guichardet[14] ; Jeannine Lejard[15] ; Jeannine Guillou ; Jeannine Manuel ; Jeannine Richard-Zapella[16] Jeannine Verdès-Leroux // Jeanine Baude // Janine Bazin ; Janine Boissard ; Janine Lévy[17] ; Janine Niépce ; Janine Montupet ; Janine Ponty
- Pays-Bas :
- Suisse : Jeannine Burch (en)

### Popularité
Ce prénom est porté d'abord en France, en Belgique et en Angleterre ; viennent ensuite le Canada et les États-Unis ; le Congo et le Cameroun,
En France, le prénom Jeannine, depuis 1900 a été donné à 218 702 filles (l'année la plus attribuée est 1930 avec 10 994 naissances
,
Il est aussi donné dans la communauté juive pied-noire dans les années 1930 Pendant la Seconde guerre mondiale la famille de Rachel Samuel lui donne alors le prénom de Jeannine car cela sonne plus « français » que Rachel. L'enfant réchappera à la guerre 

### Littérature
Dans la comédie en quatre actes d'Alexandre Dumas fils Les idées de Madame Aubray le personnage de Jeannine est une jeune femme de 17 ans Les deux actrices Marie Delaporte dans le rôle de Jeannine, et Madame Pasca dans celui de Madame Aubray assurèrent le succès de la pièce.
La pièce est jouée pour la première fois au Théâtre du Gymnase-Dramatique à Paris, le 16 mars 1867

### Lieu
- La ville de Ioánnina (Jannina ou bien Janina en français) en Grèce. Cette ville est présente dans l'ouvrage d'Alexandre Dumas père, Le Comte de Monte-Cristo, le chapitre plus particulièrement « On nous écrit de Janina »[25] où l'auteur narre les péripéties de Fernando Mondego et d'Ali Pacha de Janina. La belle Haydée confondra plus tard Fernand.

## Variantes linguistiques
- anglais : Janene, Janine, Jeanine, Jannine
- néerlandais : Janine, Jeanine

## Fête
- Le 30 mai, mémoire obligatoire en France[26].
- Le 12 août, mémoire facultative[26]

## Liêns externes
- Site Behind The Name / Jeannine (consulté le 19 août 2023)
- Les idées de madame Aubray /texte complet